# Сапа
Сапа (лат. Sapa, алб. Sapë) је некадашњи средњовјековни утврђени град, који се налазио источно од Скадра, код савременог села Неншат (алб. Nënshat) у општини Дањски Брод (алб. Vau i Dejës), на тлу данашње сјеверне Албаније.

## Историја
Постојање тврђаве Сапа, која се налазила у близини важног пута између Скадра и Љеша, посвједочено је од 13. вијека. Српска краљица Јелена (ум. 1314) је 1291. године, за вријеме своје управе у српском приморју, постигла договор са римским папом  Николом IV (1288-1292) да се у Сапи установи нова бискупија, под јурисдикцијом Барске надбискупије. До краја 15. вијека, читава област је потпала под власт Османског царства, након чега је Сапа постепено пропадала, тако да су до данас сачувани само скромни остаци старе тврђаве.